# Ancylistes transversus
Ancylistes transversus är en skalbaggsart som beskrevs av Leon Fairmaire 1905. Ancylistes transversus ingår i släktet Ancylistes och familjen långhorningar.
Artens utbredningsområde är Madagaskar. Inga underarter finns listade i Catalogue of Life.